# カショエイロ・ジ・イタペミリン

位置図

カショエイロ・ジ・イタペミリン（ポルトガル語: Cachoeiro de Itapemirim [kaʃuˈe(j)ɽu ˌdʒiːtapemiˈɾĩj]）は、ブラジルのエスピリトサント州南部に位置する自治体で、その中核を成す都市の名でもある。イタペミリン川沿いにあり、州南部の経済の中心地で、同国の大理石・花崗岩採掘の中心都市になっている。また、大手都市間バス会社も本社を置く。人口は21万589人（2020年）。州都ヴィトーリアから164km南に位置する。

## 歴史
1853年に初の商業施設がオープンし、1889年に郵便・電報サービスが始まった。滝の近くに築かれたため、川をさかのぼりミナスジェライス州へ金を探しにいく探検家の重要な中継地点となった。1900年にリオデジャネイロとの間で鉄道が開通し、文化的・経済的影響を受けるようになった。1911年にはヴィトーリアと鉄道でつながり、北との往来が容易になった。

## ゆかりの人物
- ロベルト・カルロス - グラミー賞歌手[2]。「ブラジル音楽の王様」と称される[3]
- マクスウェル・シェレル・カベリーノ・アンドラーデ - 元ブラジル代表サッカー選手。
- ラリッサ・フランカ - ビーチバレーボール選手
- ルス・デル・フエゴ - 俳優 IMDbでのプロフィール
- ノエミ・カヴァルカンティ - 俳優 IMDbでのプロフィール
- セルジオ・サンパイオ - 俳優 IMDbでのプロフィール
- ハウル・サンパイオ - 俳優 IMDbでのプロフィール
- カルロス・インペリアル - 俳優 IMDbでのプロフィール
- シャルレス・フリックス - 俳優 IMDbでのプロフィール
- カルロス・ネメール - 建築家